# ورزشگاه سوبیز
ورزشگاه سوبیز (انگلیسی: Sobeys Stadium) یک استادیوم تنیس در تورنتو، انتاریو، کانادا است.